# 布他比妥
布他比妥是一种含氮有机化合物，分子式C11H16N2O3，属于巴比妥类药物，与他布比妥是同分异构体，区别在于异丁基变为仲丁基。